# طرخشقون عقرباني
طرخشقون عقرباني (باللاتينية: Taraxacum scolopendriforme ) هو نوع نباتي يتبع جنس الطرخشقون من القبيلة الشيكورية.